# Lilla kycklingen (datorspel)
Chicken Little är ett action-äventyrsspel, utvecklat av Avalanche Software för PlayStation 2, Xbox, GameCube och Windows, och utvecklats av Artificial Mind and Movement för Game Boy Advance. båda publicerades av Buena Vista Games. Baserat på 2005-filmen med samma namn släpptes de i oktober 2005. Spelet var planerat för release på Nintendo DS, men den här utgåvan avbröts. En uppföljare, Disney's Chicken Little: Ace in Action, släpptes 2006. Originalmusiken för konsolspelet komponerades av Billy Martin. Spelet är ett action-äventyr med gameplay som liknar Tak and Power of Juju.